# Лукас Шефер
Лукас Шефер (нім. Lucas Schäfer; 1883 — ?)— німецький медик, доктор медицини, генерал-лейтенант ветеринарної служби вермахту. Кавалер Німецького хреста в сріблі.

## Нагороди
- Залізний хрест 2-го і 1-го класу
- Князівський орден дому Гогенцоллернів, почесний хрест 3-го класу
- Почесний хрест ветерана війни з мечами
- Медаль «За вислугу років у Вермахті» 4-го, 3-го, 2-го і 1-го класу (25 років)
- Хрест Воєнних заслуг 2-го і 1-го класу з мечами
- Німецький хрест в сріблі (9 травня 1944) — як начальник ветеринарної служби групи армій «Центр».